# Луиза (дубль 2)
«Луи́за (дубль 2)» — французский художественный фильм 1998 года, первый полнометражный фильм кинорежиссёра и музыканта Зигфрида, который выступил в этом фильме как сценарист, режиссёр, один из операторов и автор саундтрека. В 1998 году фильм был представлен в программе «Особый взгляд» Каннского кинофестиваля.

## Сюжет
По улицам заснеженного Парижа и станциям парижского метро проходят друг мимо друга, не будучи пока знакомыми, безработная девушка Луиза и бездомный парень арабского происхождения Реми. В метро Луиза заговаривает с опустившимся бомжом, и тот просит её разыскать его сына, которого он много лет не видел. Луиза узнаёт, в какой школе учится мальчик, и находит его. Так она знакомится с Габи, матери которого нет до него дела. На улице Луиза и Габи встречают Реми, который далее сопровождает их. Вернувшись в метро и увидев, что бомж находится в бессознательном состоянии, Луиза не решается показать его Габи, и приводит Габи и Реми домой. Бойфренд Луизы Йайа, мелкий вор-карманник и главарь небольшой шайки, не в восторге от знакомства с Реми, к которому начинает ревновать Луизу. Чувствуя себя лишним, Реми уходит и отправляется в ночлежку на автобусе, который среди ночи подбирает бездомных.
Утром Реми возвращается домой к Луизе, которая ещё спит, и берёт с собой Габи на прогулку. Они заходят в картинную галерею, затем Реми кормит Габи объедками в уличном кафе. Появляется Луиза и компания Йайа, они вновь бродят по городу. В торговом центре Луиза и Йайа с дружками крадут одежду в магазине и убегают, когда появляется полиция. Реми выводит их на крышу. Затем компания снова оказывается в метро, где Йайа завязывает драку с человеком, которого пытается ограбить. Появляется полиция, и Луиза с Габи и Реми отрываются от остальной компании. Они ездят на метро, всё более сближаясь. Вечером они приходят в кафе, где их ждёт Йайа с друзьями. Луиза уходит поговорить с подругой, а Йайа просит Реми написать от его лица письмо Луизе, которая, как ему кажется, начинает отдаляться от него. Позже тем же вечером Луизу арестовывает полиция, тогда как Йайа с друзьями удаётся сбежать. Габи отправляется бродить по метро, и его также ловит полиция и направляет в приют.
Луиза на допросах в полиции ведёт себя неадекватно, и её помещают в психиатрическую клинику, где её навещает отец. Реми пытается разыскать Луизу и обращается к Йайа, но тот завёл себе другую девушку и не хочет вспоминать про Луизу. Ночью Луиза в одной ночной рубашке сбегает из лечебницы и разыскивает приют, где находится Габи. Она уводит оттуда Габи и девочку, которая решила пойти вместе с ним, и сажает детей на поезд, идущий к морю. Сама она бродит по городу, спускается в метро, где видит на станции Йайа с новой девушкой. Бомж, который ранее просил её найти её сына, не узнаёт Луизу и набрасывается на неё, и она ударяет его по голове статуэткой, которую Габи отломил от машины. Наконец, снова сев в вагон, она замечает спящего Реми и подходит к нему.
Дети добираются до моря и гуляют по пляжу. 

## В ролях
- Элоди Буше — Луиза
- Рошди Зем — Реми
- Жеральд Томассен — Йайа
- Лу Кастель — отец Луизы
- Антуан дю Мерль — Габи
- Брюс Майерс — Хобо
- Нагиме Бендиди — Бестопа
- Абдель Райан — Селем

## Награды
- 1999 — Международный кинофестиваль в Брюсселе (BRIFF) — Специальный приз жюри (лучший европейский фильм)[2]
- 1998 — Фестиваль американского кино в Довиле — Приз имени Мишеля Д’Орнано за лучший дебютный французский фильм[3]

## Критика
Японский кинокритик The Japan Times Каори Сёдзи пишет о том, что фильм можно назвать «роуд-муви» в истинном смысле этого слова — в нём персонажи находятся в постоянном движении, хотя и не ездят на автомобилях, как в более классических образцах жанра, а перемещаются в основном по парижскому метро. Ни одна сцена не длится более пяти минут, всё движется, но никогда не в определённом направлении. Мотивом действия, однако, является поиск Луизой семьи — ребёнка, которого она могла бы любить, и мужчины, который любил бы её.
Сам Зигфрид говорил о фильме, что он был сделан с друзьями и снят очень быстро, а в сценах на улице были задействованы его знакомые бездомные. Сам Зигфрид в юности был уличным музыкантом и в том числе играл в метро, так что фильм отчасти является трибьютом тому периоду его жизни. При том, что фильм заставляет вспомнить «Любовников с Нового моста» Каракса, Зигфрид считает, что эти картины очень разные: по его мнению, его фильм посвящён разным типам любви, не только страсти между мужчиной и женщиной — в большей степени он является высказыванием о семье.